# 埃什巴克
埃什巴克（法語：Eschbach，发音：[ɛʃbak] 或 [ɛʃbax]）是法国下莱茵省的一个市镇，属于阿格诺-维桑堡区和赖什索芬县（Reichshoffen）。该市镇总面积3.97平方公里，2009年时的人口为928人。

## 人口
埃什巴克人口变化图示